# Italia ai VI Giochi paralimpici estivi
L'Italia partecipò ai VI Giochi paralimpici estivi di Arnhem (21 - 30 giugno 1980) con una delegazione di ?? atleti. Gli azzurri si aggiudicarono complessivamente 20 medaglie: 6 d'oro, 5 d'argento e 9 di bronzo.

## Medaglie

### Medagliere per discipline
| Discipline       | Oro | Argento | Bronzo | Totale |
| ---------------- | --- | ------- | ------ | ------ |
| Scherma          | 4   | 2       | 3      | 9      |
| Atletica leggera | 2   | 3       | 5      | 10     |
| Tennistavolo     | 0   | 0       | 1      | 1      |
| Totale           | 6   | 5       | 9      | 20     |

### Medaglie d'oro
| Medaglia | Nome               | Disciplina       | Evento                                        | Data |
| -------- | ------------------ | ---------------- | --------------------------------------------- | ---- |
| Oro      | Gabriella Boreggio | Atletica leggera | Slalom - classe C1                            |      |
| Oro      | Giovanni Ciuffreda | Atletica leggera | Slalom - classe B1                            |      |
| Oro      | Osanna Brugnoli    | Scherma          | Fioretto individuale femminile - principianti |      |
| Oro      | Giulio Martelli    | Scherma          | Fioretto individuale maschile - principianti  |      |
| Oro      | Paolo D'Agostini   | Scherma          | Fioretto individuale maschile - classe 1B     |      |
| Oro      | Rosa Sicari        | Scherma          | Fioretto individuale femminile - classe 1B    |      |

### Medaglie d'argento
| Medaglia | Nome               | Disciplina       | Evento                                    | Data |
| -------- | ------------------ | ---------------- | ----------------------------------------- | ---- |
| Argento  | Gabriella Boreggio | Atletica leggera | 60 metri femminili - classe 1C            |      |
| Argento  | Lina Franzese      | Atletica leggera | 1500 metri femminili - classe F1          |      |
| Argento  | Lina Franzese      | Atletica leggera | 100 metri femminili - classe F1           |      |
| Argento  | Aldo Licciardi     | Scherma          | Fioretto individuale maschile - classe 1C |      |
| Argento  | Bruno Paganelli    | Scherma          | Fioretto individuale maschile - classe 1B |      |

### Medaglie di bronzo
| Medaglia | Nome                                                            | Disciplina       | Evento                                   | Data |
| -------- | --------------------------------------------------------------- | ---------------- | ---------------------------------------- | ---- |
| Bronzo   | Gabriella Boreggio                                              | Atletica leggera | Disco - classe 1C                        |      |
| Bronzo   | Mario Panico                                                    | Atletica leggera | 800 metri CP - classe C                  |      |
| Bronzo   | Anna Rita Serrone                                               | Atletica leggera | 60 metri - classe 3                      |      |
| Bronzo   | Rosa Sicari                                                     | Atletica leggera | Slalom - classe 1B                       |      |
| Bronzo   | Rosa Sicari                                                     | Tennistavolo     | Singolare femminile - classe 1B          |      |
| Bronzo   | Rosa Sicari Gabriella Boreggio Irene Monaco                     | Scherma          | Fioretto a squadre femminile             |      |
| Bronzo   | Giuseppe Trieste                                                | Atletica leggera | Pentathlon - classe 2                    |      |
| Bronzo   | Vittorio Loi Renzo Molinari Germano Pecchenino Oliviero Venturi | Scherma          | Sciabola a squadre maschile              |      |
| Bronzo   | Massimo Penna                                                   | Scherma          | Spada individuale maschile - classe 1C-3 |      |

### Plurimedagliati
| Nome        | Disciplina                    | Oro | Argento | Bronzo | Totale |
| ----------- | ----------------------------- | --- | ------- | ------ | ------ |
| Rosa Sicari | Atletica leggera Tennistavolo | 1   | 0       | 3      | 4      |